# Ширмівська сільська рада
| Ширмівська сільська рада — колишній орган місцевого самоврядування у Погребищенському районі Вінницької області з адміністративним центром у с. Ширмівка. Сільській раді підпорядковані населені пункти: - с. Ширмівка - с. Свитинці - с. Соснівка |

## Історія
Рішенням виконкому Вінницької обласної Ради депутатів трудящих від 13 грудня 1966 року, в зв'язку з переселенням жителів, селище Дубове Ширмівської сільради Погребищенського району виключено з облікових даних.

## Склад ради
Рада складається з 14 депутатів та голови.

## Керівний склад сільської ради
| ПІБ                     | Основні відомості                                                                         | Дата обрання | Дата звільнення |
| ----------------------- | ----------------------------------------------------------------------------------------- | ------------ | --------------- |
| Гайдай Галина Василівна | Сільський голова, 1975 року народження, освіта, член Народно-демократичної партії України | 26.03.2006   | 31.10.2010      |
| Гайдай Галина Василівна | Сільський голова, 1975 року народження, освіта незакінчена вища, член Партії регіонів     | 31.10.2010   |                 |

Примітка: таблиця складена за даними джерела